# Ray Gordy
Pour les articles homonymes, voir Gordy (homonymie).
Terry Ray Gordy, Jr. (né le 23 mars 1979 à Chattanooga, Tennessee) est un catcheur américain mieux connu sous le nom de Slam Master J (anciennement Jesse). Il a été  employé à la World Wrestling Entertainment dans la division WWE SmackDown. Il est le fils du catcheur Terry Gordy.

## Carrière
Avant d'arriver au sein de la World Wrestling Entertainment, il a été dans plusieurs fédérations comme la Ring of Honor, la NAWA (où il a remporté 3 titres), la NWA Georgia ou encore la NWA Wildside (où il a remporté 2 titres).

### Deep South Wrestling-Ohio Valley Wrestling
Après quatre ans à la Deep South Wrestling, il passe trois ans à la Ohio Valley Wrestling et il crée une équipe avec Festus qu'ils appelleront The Daltons.

### World Wrestling Entertainment (2007-2010)
Il entre dans la World Wrestling Entertainment le 23 octobre 2007 et il se retrouve déjà dans la course au WWE Tag Team Championship (avec notamment The Edgeheads ou encore Shannon Moore et Jimmy Wang Yang) en moins de 2 semaines avec son partenaire Festus.
Ils s'absente en décembre 2007 pour revenir en février 2008.

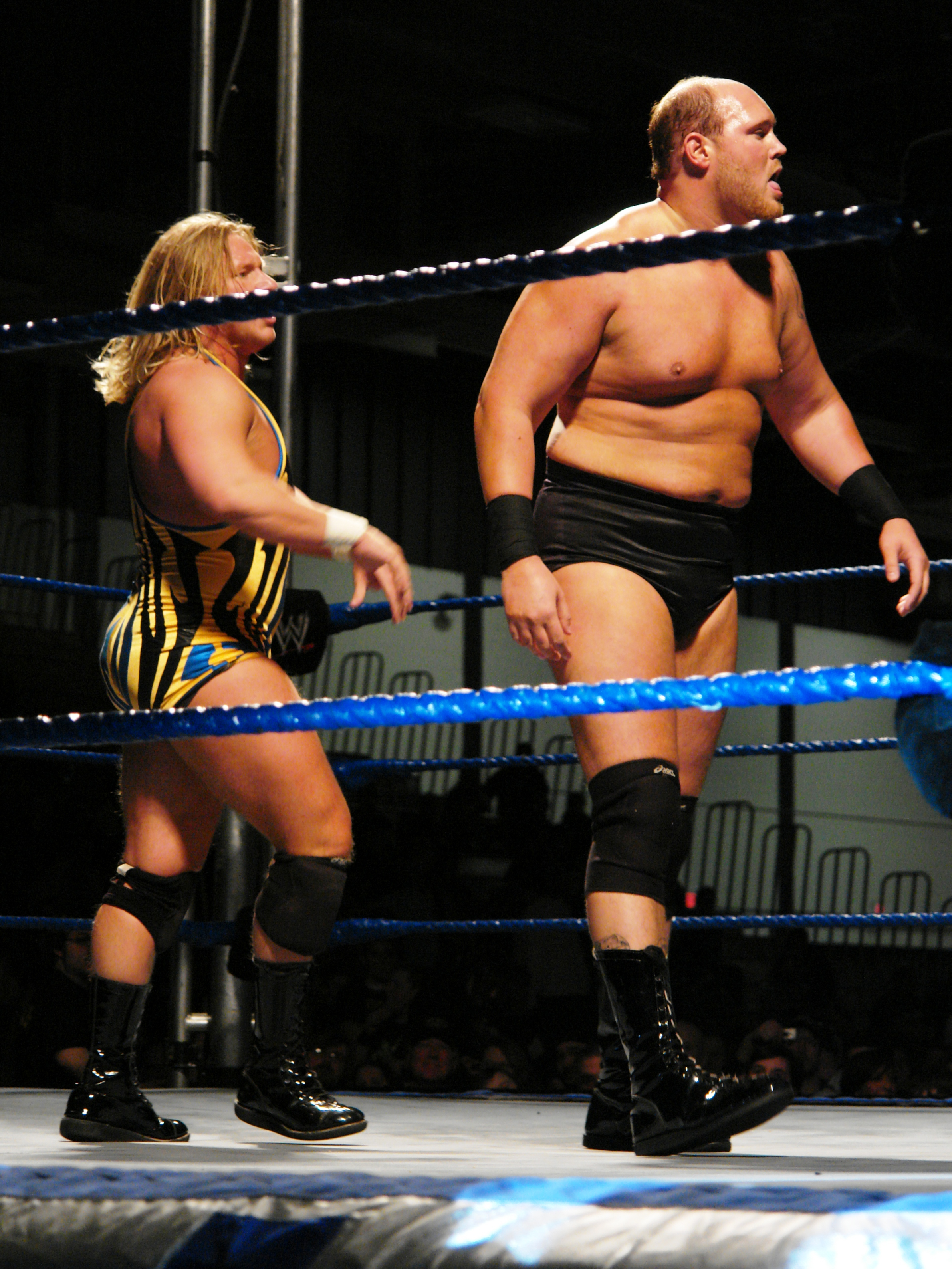
Jesse et Festus.

À Great American Bash 2008, Jesse et Festus participent à un Fatal-Four Way Tag Team match pour les WWE Tag Team Championships, contre John Morrison et The Miz, Finlay et Hornswoggle, ainsi que Curt Hawkins et Zack Ryder. Ce sera finalement ces derniers qui remporteront le match.
Il participe ensuite à une bataille royale dont la récompense est une participation à l'Elimination Chamber du No Way Out 2009 mais est éliminé par Shelton Benjamin juste après avoir tenté de le faire basculer par-dessus la troisième corde. Le match se soldera par la victoire de Vladimir Kozlov. Le 17 mars 2009 à SmackDown, il perd avec Festus contre le Big Show, ce fut leur dernier match ensemble.
Il participe en 2009 à la séquence en coulisse « Word Up » des Cryme Tyme.
Il fait son retour le 7 août 2009 sous le nom de Slam Master J contre Charlie Haas, match qu'il remporte grâce à The Money Shot. 
Le 8 septembre à Superstar, il perd contre Dolph Ziggler. Le 22 septembre à SmackDown, il perd contre Kane.
Il commence ensuite à faire équipe avec Jimmy Wang Yang, ils perdront face à la Hart Dynasty à WWE SmackDown. Le 12 juillet 2010 lors de WWE Superstars il gagne avec Jimmy Wang Yang contre Mike Knox et Charlie Haas.
Son dernier match à la WWE fut lors de Wrestlemania XXVI le 28 mars 2010 lors d'une bataille royale qu'il perdit au profit de Yoshi Tatsu.

### L'après WWE
Par la suite, il est contacté par la TNA pour un éventuel contrat.
Depuis cette date, il est officier de police dans la ville d'Atlanta en Géorgie.
Le 2 avril, 2016, Gordy a fait une apparition lors de la cérémonie WWE Hall of Fame 2016.

## Palmarès
- North American Wrestling Association
  - 1 fois NAWA Heavyweight Champion

- NWA Wildside
  - 1 fois NWA Wildside Heavyweight Champion
  - 1 fois NWA Wildside Junior Heavyweight Champion

- Pro Wrestling Illustrated
  - Classé 47e des 500 meilleurs catcheurs en 2007[6]